# Hans van Zummeren
Johannes Hendrikus Maria (Hans) van Zummeren (Waalwijk, 7 oktober 1927 - Tilburg, 16 mei 1999) was een Nederlandse kunstschilder en leerkracht tekenen en schilderen.
Van Zummeren groeide op in het Brabantse Ravenstein aan de Maas. Van Zummeren was naast zelfstandig beeldend kunstenaar ook als docent verbonden aan de Academie voor Beeldende Kunsten Sint-Joost. Hij was medeoprichter van centra voor beeldende expressie in Breda en Tilburg: De Beeldenaar in Breda, het Duvelhok en Terra Nova in Tilburg. Hij was een van de eerste beeldend kunstenaars, die na de Tweede Wereldoorlog het culturele klimaat in Tilburg stimuleerde. In de jaren 90 van de 20e eeuw experimenteerde hij met achterglasschilderingen, een techniek die hij geleerd had van Floris Jespers.